# Карманный кубик
Карманный кубик 2×2 (англ. Pocket Cube) — шарнирная головоломка из серии однотипных кубиков 3×3, 4×4, 5×5, 6×6, 7×7 и 8×8.

## История
В марте 1970 года Ларри Николс изобрёл «Головоломку с вращающимися в группах частями» (англ. Puzzle with Pieces Rotatable in Groups) 2×2 и подал заявку на её патент в Канаде. Кубик Николса держался на магнитах.
Николсу был выдан патент США US3655201A 11 апреля 1972 года, за два года до того, как Эрно Рубик весной 1974-го изобрёл Кубик 3×3.
Изначально Эрно Рубик тоже хотел создать кубик 2×2, но это ему не удалось. Идею с магнитами он пробовал, но отбросил как бесперспективную в плане устойчивости головоломки. Первый образец «Карманного кубика», а название принадлежит именно видоизмененному кубику 3×3 со спрятанными центрами и ребрами, был создан весной уже 1979-го (через пять лет после трешки), патентование началось в сентябре 1980-го, когда подделка новой головоломки уже производилась на Тайвани.
Николс присвоил свой патент своему работодателю Moleculon Research Corp., который в 1982 году подал в суд на фирму Ideal Toy Company, выпускавшую кубики Рубика обоих моделей в США. В 1984 году Ideal проиграл иск о нарушении патентных прав и подал апелляцию. В 1986 году апелляционный суд подтвердил решение о том, что кубик Рубика 2×2 нарушил патент Николса, но отменил решение для кубика Рубика 3×3.
Кубик Николса, серийно не выпускался. Единственная головоломка от Николса, представленная на сайте TwistyPuzzles.com, Miracle Eight 1981го года выпуска, хоть и является кубом 2×2, и даже использует магнетизм в качестве удерживающей силы, но сделана по другому, более простому, принципу.

## Перестановки
Возможна любая перестановка восьми углов (8! позиций), и семь из них могут вращаться независимо (37 позиций). Ничто не определяет ориентацию куба в пространстве, от чего число позиций уменьшается в 24 раза. Это происходит потому, что все 24 возможных положения и ориентации первого угла эквивалентны из-за отсутствия фиксированных центров. Данный фактор не появляется при вычислении перестановок кубов N×N×N, где N нечётно, ведь такие головоломки имеют фиксированные центры, которые определяют пространственную ориентацию куба. Количество возможных позиций куба составляет:
{\displaystyle {\frac {8!\times 3^{7}}{24}}=7!\times 3^{6}=3674160.}
Максимальное количество ходов, необходимое для решения куба, составляет до 11 полуоборотов или четвертей оборота или только до 14 четвертей поворотов.
Число позиций a, для которых требуется n любых (половин или четвертей) оборотов, и число позиций q, для которых требуется только n четвертей оборотов:
| n  | a       | q       | a(%)     | q(%)     |
| -- | ------- | ------- | -------- | -------- |
| 0  | 1       | 1       | 0,000027 | 0,000027 |
| 1  | 9       | 6       | 0,00024  | 0,00016  |
| 2  | 54      | 27      | 0,0015   | 0,00073  |
| 3  | 321     | 120     | 0,0087   | 0,0033   |
| 4  | 1847    | 534     | 0,050    | 0,015    |
| 5  | 9992    | 2256    | 0,27     | 0,061    |
| 6  | 50136   | 8969    | 1,36     | 0,24     |
| 7  | 227536  | 33058   | 6,19     | 0,90     |
| 8  | 870072  | 114149  | 23,68    | 3,11     |
| 9  | 1887748 | 360508  | 51,38    | 9,81     |
| 10 | 623800  | 930588  | 16,98    | 25,33    |
| 11 | 2644    | 1350852 | 0,072    | 36,77    |
| 12 | 0       | 782536  | 0        | 21,3     |
| 13 | 0       | 90280   | 0        | 2,46     |
| 14 | 0       | 276     | 0        | 0,0075   |

Подгруппа с двумя генераторами (число позиций, созданных просто поворотами двух смежных граней) имеет порядок 29 160.

## Способы решения
Карманный кубик собирается проще Кубика Рубика, так как в нём нет боковых и центральных элементов. В простейшем способе сборки первый слой собирается без алгоритмов, а при сборке второго используется два алгоритма для расстановки и разворота углов, а также один—два дополнительных алгоритма для решения паритетов — ситуаций, невозможных при сборке Кубика Рубика, когда необходимо поменять местами два уголка. Для быстрой сборки применяется большее количество алгоритмов, в зависимости от исходных состояний Кубика.
Метод Ортеги, также называемый методом Варасано, является промежуточным методом. Сначала строится грань (но части могут быть переставлены неправильно), затем последний слой ориентируется (OLL) и, наконец, оба слоя переставляются (PBL). Всего используется 12 алгоритмов.
При сборке кубика методом CLL сначала строят слой (с правильной перестановкой), а затем второй слой за один шаг, используя один из 42 алгоритмов. Более продвинутая версия CLL — метод TCLL, также известный как Twisty CLL. Один слой построен с правильной перестановкой аналогично обычному CLL, однако одна угловая часть может быть неправильно ориентирована. Остальная часть куба решена, а неправильный угол ориентирован за один шаг. В методе TCLL существует 83 случая, однако не все алгоритмы для их решения были созданы.
Самый продвинутый из методов — метод EG. Он также начинается с создания слоя (в любой перестановке), а затем решает оставшуюся часть головоломки за один шаг. Этот метод требует знания 128 алгоритмов, 42 из которых являются алгоритмами CLL.